# (1375) Alfreda
(1375) Alfreda ist ein Asteroid des Hauptgürtels, der am 22. Oktober 1935 vom belgischen Astronomen Eugène Joseph Delporte in Ukkel entdeckt wurde.
Der Asteroid ist nach einem Freund des Entdeckers benannt.